# دار ابو سرور (جبلة)

تعديل مصدري - تعديل

دار أبو سرور محلة تابعة لقرية المدرى، التابعة لعزلة الثوابي بمديرية جبلة إحدى مديريات محافظة إب في الجمهورية اليمنية، بلغ تعداد سكانها 61 حسب تعداد اليمن لعام 2004.